# Anisakidae
Die Anisakidae sind eine Familie der Spulwürmer, die als Parasiten im Dünndarm von Meeressäugern leben, aber auch Seevögel können infiziert werden. Einige Arten sind durch den Verzehr ungenügend erhitzter Fische auch für den Menschen ansteckend, wobei dieser kein Endwirt darstellt. Die durch Anisakidae beim Menschen ausgelöste Erkrankung heißt Anisakidose, sind nur Vertreter der Gattung Anisakis Auslöser nennt man sie Anisakiasis. Jährlich erkranken daran etwa 20.000 Menschen, wobei vermutlich eine hohe Dunkelziffer besteht.

## Lebenszyklus
Anisakidae haben einen mehrwirtigen (heteroxenen) Lebenszyklus. Die Weibchen geben nichtembryonierte Eier ab, ein Weibchen bis zu 1,5 Millionen, die über den Kot des Endwirts in das Wasser gelangen. Hier embryonieren die Eier, in denen sich die Larve 1 und dann die Larve 2 entwickelt, welche schließlich aus dem Ei schlüpft. Dafür sind Faktoren wie niedrigere Temperaturen, erhöhter Salzgehalt und Sauerstoff notwendig, in einem Endwirt würde kein Schlupf erfolgen. Die Larve 2 wird durch maritime Kleinkrebse (vor allem Leuchtgarnelen, Salpidae und Pfeilwürmer) aufgenommen. Hier dringen sie in das Hämocoel vor und dort entwickelt sich die ansteckungsfähige Larve 3. Werden die Krebse durch Kopffüßer oder Fische gefressen, wandern die Larven in das Coelom und verkapseln sich dort an der Oberfläche von Organen oder in der Muskulatur. Raubfische nehmen eine Schlüsselposition im Lebenszyklus ein, denn mit dem Fressen von Krebsen, Kopffüßern oder Fischen sammeln sie immer mehr Larven in ihrem Körper an („Stapelwirt“). Der Endwirt nimmt die 20 bis 30 mm langen Larven durch Verzehr von Fischen oder Kopffüßern auf. Beim Menschen können die Larven durch die Darmwand in andere Organe wandern (Larva migrans visceralis), eine Entwicklung zum adulten Wurm findet, ebenso wenig wie in Fischen, nicht statt. Natürliche Endwirte sind Meeressäuger wie Zahnwale und Robben oder fischfressende Meeresvögel wie Pelikane, Pinguine und Reiher.

## Merkmale
Anisakidae haben eine Mundöffnung mit drei Lippen, einen Bohrzahn in der Mundhöhle und in der Körpermitte blind endende Aussackungen des Darms (Blinddarm). Die Morphologie zur Unterscheidung der Gattungen und Arten ist schwierig, zumal von einigen Spezies lediglich die Larvenstadien genau untersucht sind. Als Diagnostikmerkmale werden Kutikuladornen, die ventrolateralen Lippen, Form und Lage der Exkretionspore, die spitze Form von Kopf und Schwanz, verschiedene Körper- und Organmaße sowie das Vorhandensein von Spicula herangezogen. Es gibt aber Gattungen anderer Familien, die starke Ähnlichkeiten zu den Anisakidae zeigen, obwohl genetische Untersuchungen eine Verwandtschaft ausschließen.

## Innere Systematik
In der Familie werden heute 247 Arten in vier Unterfamilien und 17 rezente Gattungen unterschieden:
- Unterfamilie Acanthocheilinae Wuelker, 1930
  - Acanthocheilus Molin, 1858
  - Metanisakis Mozgovoi, 1951
- Unterfamilie Anisakinae Railliet & Henry, 1912
  - Agamascaris Steiner, 1924
  - Anisakis Dujardin, 1845
  - Heligmus Dujardin, 1844
  - Phocanema Myers, 1959
  - Pseudoterranova Mosgovoy, 1950
  - Pulchrascaris Vicente & Dos-Santos, 1972
  - Sulcascaris Hartwich, 1957
  - Terranova Leiper & Atkinson, 1914
  - Contracaecum Railliet & Henry, 1912
  - Duplicaecum Majumdar & Chakravarty, 1963
  - Galeiceps Railliet & Henry, 1912
  - Phocascaris Hoest, 1932
- Unterfamilie Goeziinae Travassos, 1919
  - Amphibiogoezia Ratnamala-Rao, 1979
  - Goezia Zeder, 1800
- Unterfamilie Pseudanisakinae Petter, Paradiznik & Radujkovic, 1991
  - Pseudanisakis Layman & Borovkova, 1926